# Вокс (партія)
Вокс («Голос»; ісп. Vox) — політична партія Іспанії, заснована 17 грудня 2013 року колишніми членами Народної партії. Партію по-різному характеризують як праву, право-популістську або крайньо праву.

## Історія
Вокс заснована 17 грудня 2013 року та публічно відкрита на пресконференції в Мадриді 16 січня 2014 року.
У 2018 році на виборах в Андалусії партія провела до регіонального парламенту 12 депутатів.
На загальних виборах у квітні 2019 року партія отримала 10,26% голосів, обравши 24 депутатів та вперше увійшовши до Конгресу депутатів. Пізніше партія пройшла до Європейського парламенту з 6,2% голосів та 3 депутатами, яких після Brexit стане 4. Після цих виборів партія вступила до групи європейських консерваторів і реформаторів та Альянсу консерваторів і реформаторів в Європі. На других загальних виборах року в листопаді Вокс посів третє місце і збільшив кількість депутатів з 24 до 52. 

## Ідеологія
Vox описується як права партія в межах сімейства радикально-правих. Вокс поєднує націоналізм і нативізм з авторитарним баченням суспільства. Економічна ідеологія є неоліберальною.
Починаючи з акценту на економічно ліберальних позиціях та останніх пропозиціях про раціоналізацію, Вокс змістився до позицій, сумісних із європейським націоналізмом. Вокс відома критикою мультикультуралізму та імміграції з мусульманських країн . Але водночас підтримує імміграцію з країн Латинської Америки з метою збільшення населення Іспанії. Їхня позиція про Європейський Союз характеризується євроскептицизмом. Вони пропонують ліквідувати автономні громади Іспанії. Крім того, Vox прагне повернути Гібралтар під повний контроль Іспанії. 
Vox містив деяких колишніх неонацистів у партійних кадрах та списках; деякі з них були виключені з партії або пішли у відставку. У листопаді 2018 року під час партійного заходу в Мурсії лідер партії Сантьяго Абаскаль визначив свою партію як "антифашистську, антинацистську та антикомуністичну".